# Sant’Aurea
Koordinaten: 41° 45′ 33,6″ N, 12° 18′ 6,9″ O
Sant’Aurea ist eine katholische Kirche im Gebiet von Ostia, dem X. Munizipium von Rom. Sie ist die Kathedrale des suburbikarischen Bistums Ostia, seit der Kardinalvikar (Generalvikar des Papstes für die Stadt Rom) im Jahr 1966 mit der Verwaltung des Bistums betraut wurde. Der Titel Kardinalbischof von Ostia wird seit dem 12. Jahrhundert normalerweise vom Kardinaldekan und damit dem ranghöchsten Kardinal der katholischen Kirche getragen.
Zugleich ist sie Pfarrkirche der gleichnamigen Pfarrei S. Aurea.

## Geschichte und Kunst
Die Kirche wurde im späten fünfzehnten Jahrhundert auf Veranlassung des französischen Kardinals Guillaume d’Estouteville begonnen und unter seinem Nachfolger als Kardinaldekan, Giuliano della Rovere, dem späteren Papst Julius II., vollendet. Mit den Bauarbeiten wurde der Florentiner Architekt Baccio Pontelli, der auch die benachbarte Festung errichtete, beauftragt; fertiggestellt wurde das Bauwerk im Jahre 1483. Unklar ist, ob bereits zuvor an diesem Ort eine frühchristliche Kirche stand. Jedenfalls war die Kirche zuerst in entgegengesetztem Sinne orientiert, und erst in der Folge erhielt ihre Fassade die Ausrichtung zum Castello hin, das Giuliano della Rovere in Auftrag gab. Die Kirche wird von Augustinermönchen betreut.
Nach der Tradition wurde die heilige Aurea, die Schutzpatronin von Ostia, in der Nähe der Kirche begraben. Zuvor soll sich am Orte das Grab der heiligen Monika befunden haben, der Mutter des heiligen Kirchenlehrers Augustinus von Hippo, das aus Sicherheitsgründen später nach Rom verlegt wurde. Im Jahre 1981 wurde das Fragment einer spätantiken Grabinschrift gefunden, dessen Text Chryse hic dorm[it] auf eine christliche Verstorbene hinweist, doch in welchem Zusammenhang der griechische Name Chryse mit der lateinischen Übersetzung Aurea und damit der angeblichen Märtyrerin zu sehen ist, bleibt unklar, denn es handelt sich um einen gängigen Namen von Angehörigen der Unterschicht (humiliores), was mit der Märtyrerlegende von einer wohlhabenden Christin nicht übereinstimmt.
Die Kirchenfassade wird durch vier korinthische Lisenen auf hohen, mit Reliefs verzierten Postamenten gegliedert und besitzt ein zentrales Portal, darüber eine spätgotische Fensterrose sowie zwei Rundbogenfenster. Im Dreiecksgiebel prangt ein großes Wappen von Julius II. Die Seitenwände weisen eine ähnliche Struktur mit Lisenen auf. An der Rückseite erhebt sich der Glockenturm, hinter dem der zweiflügelige Bischofspalast mit einem Rundturm an der Ecke steht. Auf dem Platz befindet sich vor der Vorderseite eines langgestreckten Gebäudes gegenüber der Kirche ein Brunnen.
Das schmale Kirchenschiff hat eine Holzdecke mit Lilien als Verzierung, die auf das Wappen von Guillaume d’Estouteville hinweisen, und links drei seitliche Rundbogenfenster. In einer rechten Kapelle, welche der heiligen Monika gewidmet ist, hängt an der Rückwand das Gemälde Estasi di santa Monica, das dem Hochbarockmaler Pietro da Cortona zugewiesen wird. Der nachantike Grabstein der Heiligen, der 1945 in der Nähe der Kirche entdeckt wurde, wird hier aufbewahrt. Vor der Apsis befindet sich ein marmorner Triumphbogen in typischem Renaissancestil, der auf dem Architrav eine Stifterinschrift zeigt. Das Gewölbe der Apsis ist mit Fresken verziert, von denen die heiligen Petrus und Paulus sowie ein Papst erhalten sind. Als Altarbild dient ein hochovales Gemälde des aus Nettuno gebürtigen Andrea Sacchi, eines Rivalen von Pietro da Cortona, aus dem Jahre 1627, welches das Martyrium der heiligen Aurea darstellt. Außerdem sind beiderseits Türen mit altarähnlichen Aufsätzen vorhanden, in denen Kardinalswappen hängen. Der moderne Volksaltar besteht aus zwei Reliefs des frühen 16. Jahrhunderts. Andere Gemälde, alle der Barockzeit entstammend, zeigen vornehmlich Heilige des Augustinerordens.

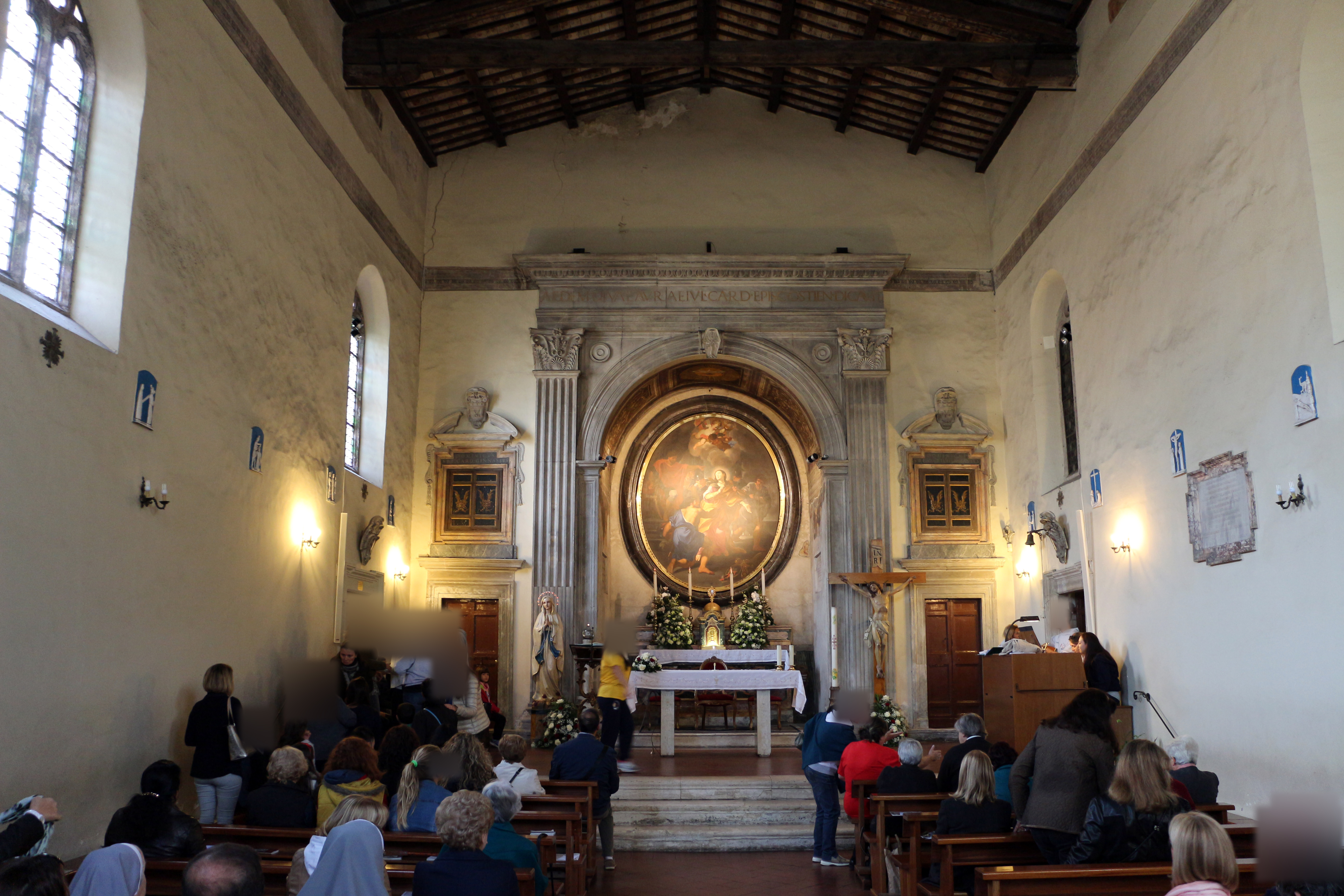
Innenansicht